# Gruppo di NGC 2460
Il Gruppo di NGC 2460 comprende almeno cinque galassie situate nella costellazione della Giraffa.

## Descrizione
La distanza media tra il centro di massa di questo gruppo e la nostra Via Lattea è di circa 79 milioni di anni luce (24,1 Mpc).

## Membri
Nella tabella sottostante sono riportati i membri del gruppo indicati da Garcia nel suo articolo del 1993. 
NGC 2460 e IC 2209 formano anche una coppia di galassie.
| Nome     | Classificazione | Tipo                        | RA (J2000.0)  | DEC (J2000.0) | Velocità radiale (km/s) | Magnitudine apparente | Distanza (Mpc) | Dimensioni (kal) |
| -------- | --------------- | --------------------------- | ------------- | ------------- | ----------------------- | --------------------- | -------------- | ---------------- |
| NGC 2460 | SA(s)a          | Spirale                     | 07h 56m 52.3s | 60° 20′ 58″   | 1442 ± 5                | 11,8                  | 22,5 ± 1,6     | 119              |
| IC 2209  | SB(rs)b?        | Spirale barrata             | 07h 56m 14.2s | 60° 18′ 15″   | 1371 ± 1                | 13,7                  | 21,4 ± 1,5     | 27               |
| UGC 4153 | SBdm            | Spirale barrata magellanica | 08h 01m 27.2s | 61° 24′ 20″   | 1756 ± 4                | 13,567 ± 0,024a       | 27,1 ± 1,9     | 29               |
| UGC 4159 | Sc              | Spirale                     | 08h 01m 51.2s | 61° 24′ 47″   | 1591 ± 8                | 13,57                 | 24,6 ± 1,7     | 27               |
| UGC 4169 | Scd             | Spirale                     | 08h 01m 32.9s | 61° 23′ 17″   | 1607 ± 2                | 12,16                 | 24,9 ± 1,7     | 51               |

- a Nel vicino infrarosso.

Il sito DeepskyLog permette di trovare agevolmente le costellazioni in cui sono situate le galassie; in alternativa si possono utilizzare le coordinate delle galassie per individuarle. Se non altrimenti indicato, le coordinate sono quelle fornite dal sito NASA/IPAC (National Aeronautics and Space Administration / Infrared Processing and Analysis Center).